# Andreaea sinuosa
Andreaea sinuosa là một loài rêu trong họ Andreaeaceae. Loài này được B.M. Murray mô tả khoa học đầu tiên năm 1986.